# Kostel svatého Filipa a Jakuba (Hraběšice)
Kostel svatého Filipa a Jakuba v Hraběšicích je slohově nezařazenou stavbou, vybudovanou v letech 1818–1825. U kostela se nachází památkově chráněná barokní rustikální plastika sv. Jana Nepomuckého z druhé poloviny 18. století.

## Historie
Původně byla postavena jen kaple s dřevěnou věží. Kamenná věž byla přistavěna v letech 1846–1847. Byly v ní zavěšeny tři zvony, které však byly během druhé světové války odvezeny k rozlití. V roce 1841 byl v Hraběšicích zřízen farní úřad, budova fary byla postavena v r. 1842. V letech 1991–1993 byla provedena generální oprava celého areálu kostela, včetně ohradní zdi, márnice a fary. Kostel dostal nové zastřešení (bonský šindel) a byl kompletně omítnutý. Interiér kostela byl nově upraven v moderním stylu a pořízen nový oltář. Opraveny byly i věžní hodiny.

## Popis
Kostel se nachází v areálu hřbitova (z roku 1830), který je částečně ohrazen kamennou zdí. Za kostelem se nachází budova márnice. Ke vstupní bráně vedou schody přímo do hlavního vchodu v podvěží kostela. Po levé straně brány stojí před areálem kamenný kříž s tělem Ježíše Krista a reliéfně zdobeným podstavcem.
Kostel je jednoduchá jednolodní stavba obdélného půdorysu zakončená půlkruhovým kněžištěm. Představena hranolová třípodlažní věž s věžními hodinami. Malířská výzdoba interiéru, jejíž součástí je i čtrnáct obrazů zastavení křížové cesty, je dílem Sabiny Kratochvílové. Dokončena byla v roce 1992.

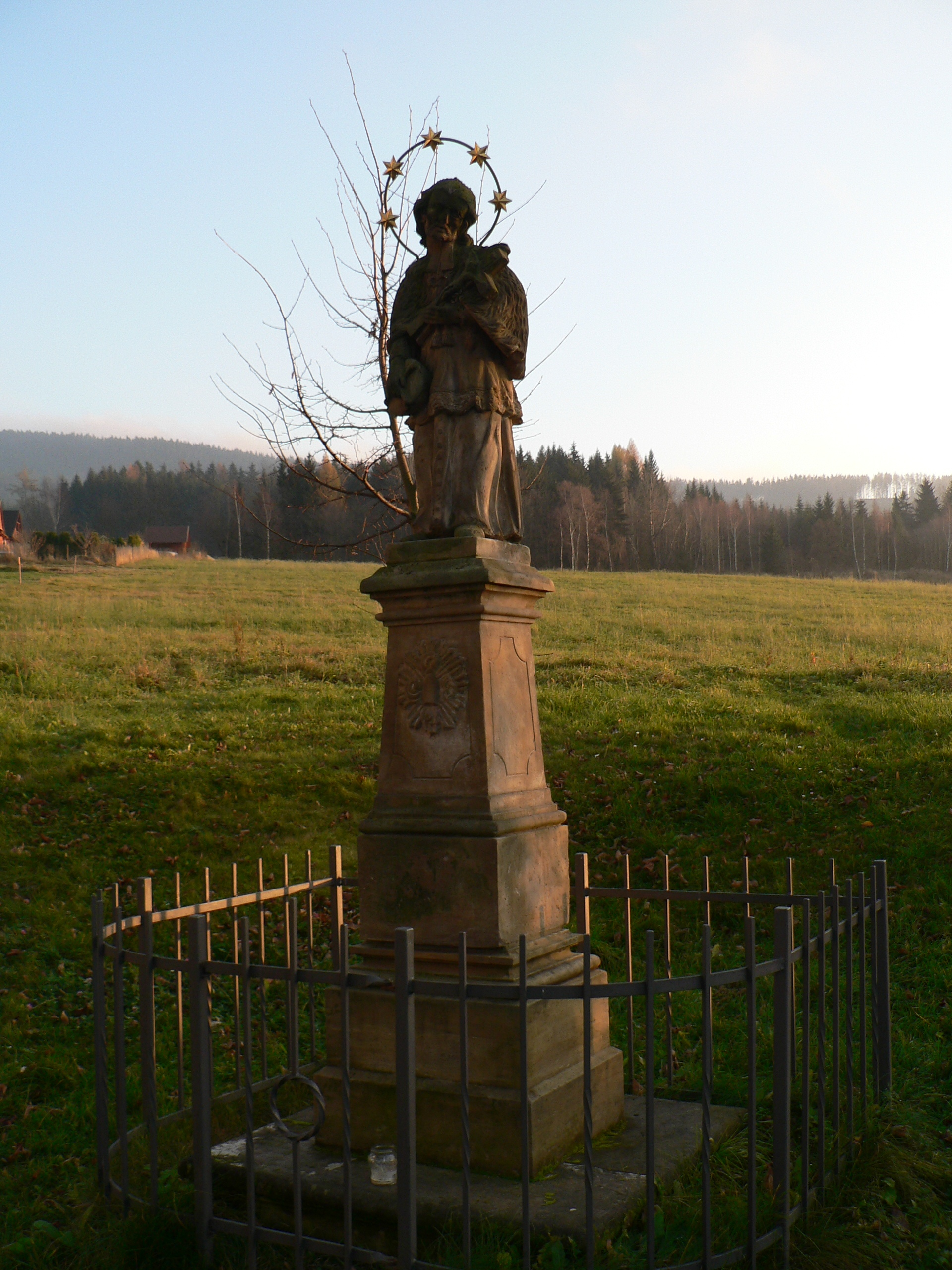
socha sv. Jana Nepomuckého - Hraběšice

V blízkosti kostela se nachází samostatně stojící památkově chráněná socha sv. Jana Nepomuckého, zhotovená z maletínského pískovce, půvabné lidové dílo z druhé poloviny 18. století.